# Virtuelni timovi
Virtuelni timovi su grupe ljudi koji prvenstveno sarađuju preko računarske komunikacijske mreže i sisteme i tako povezuju fizički udaljene članove i postižu zajedničke ciljeve, a koji samo povremeno i po potrebi mogu da komuniciraju "licem-u-lice" (engl. „face-to-face“).  Oni se mogu okupiti oko rešavanje jednog poslovnog problema ili biti stalno angažovani oko različitih poslova. Postoje i virtueni timovi koji trajno postoje.
Virtuelni timovi mogu raditi iste poslove kao i svi ostali timovi – donositi odluke, razmenjivati informacije, raditi na određenom projektu, mogu se uključiti članovi iz iste kompanije, povezivati članovi sa zaposlenima iz različitih organizacija kao na primer – dobaljvači i partneri.
Vremenski – mogu se okupiti na nekoliko dana (da bi problem bio rešen) ili duži vremenski period kako bi se završio projekat. Virtuelni timovi doprinose ekonomčnosti, posebno kada su članovi tima udaljeni, kada nisu u istoj zgradi, gradu, zemlji... U ovakvim slučajevima koristimo engl. web-tehnologiju, koje virtuelnim timovima omogućavaju efektivnost.
Postoji veliki broj alata koji nam ovo omogućava, veliki broj servisa koji su dostupni u svakoj kategoriji i koji se svakodnevno usavršavaju. Od samog tima zavisi, kao i od samog projekta, tehnologije koja se poseduje, koje će biti uključene.
- VEB KONFERENCIJA
- engl.  DOKUMENATA I engl. SHERING
- engl.
- Електронска пошта (engl. E MAIL)
- engl.
- engl.
- engl.

## Karakteristike virtuelnih timova
- Formiraju se timovi stručnjaka, koji mogu biti fizički udaljeni
- Fleksibilni na promenljive uslove u okruženju
- Imaju komplementarne veštine i nezavisne ciljeve, čine ih zaposleni koji rade kod kuće i male grupe u kancelarijama,

## Vrste virtuelnih timova:
- Mrežni timovi
- Paralelni timovi
- Timovi za razvoj projekata ili proizvoda
- Radni ili proizvodni tim
- Servis timovi
- Upravljački timovi